# Antoine Bruny d'Entrecasteaux
Antoine Raymond Joseph de Bruny d'Entrecasteaux, někdy také Bruni d'Entrecasteaux ([ɑ̃twan ʁɛmɔ̃ ʒɔzɛf də bʁyni dɑ̃tʁəkasto], 8. listopadu 1737 Aix-en-Provence – 21. července 1793 Hermit Islands) byl francouzský mořeplavec s hodností kontradmirála.
Pocházel z rodiny drobné provensálské šlechty, jeho otec působil u provinčního odvolacího soudu. Navštěvoval jezuitskou školu, v patnácti letech na přání otce nastoupil k námořnictvu. V roce 1755 podnikl svou první zámořskou cestu na Haiti, pak bojoval v sedmileté válce, kdy se podílel na porážce britského admirála Johna Bynga u ostrova Menorca. Později se podílel na ochraně konvojů ve Středozemním moři před berberskými piráty, za tuto činnost obdržel Řád svatého Ludvíka a funkci hlavního správce francouzských přístavů a arzenálů. V roce 1785 se mu podařilo otevřít novou námořní cestu do Číny přes Sundský průliv, v letech 1787–1789 byl guvernérem francouzských držav na souostroví Maskarény.
V roce 1791 ho Národní shromáždění jmenovalo do čela expedice, která měla pátrat po zmizelých lodích kapitána La Pérouse. Jeho výprava prozkoumala Tasmánii, Novou Kaledonii, Šalomounovy ostrovy, Novou Británii a také Admiralitní ostrovy, kde byli podle zpráv jednoho britského kapitána viděni domorodci ve francouzských uniformách, ale bezvýsledně. Po odpočinku a opravě lodí na ostrově Ambonu obeplul d'Entrecasteaux Austrálii podél západního pobřeží, navštívil Nový Zéland, Kermadekovy ostrovy a Tongu, nikde však nenašel stopy po La Pérousovi. Na zpáteční cestě proplul kolem ostrova Vanikoro, který pojmenoval podle své lodi Recherche, ale nepřistál na něm, takže se nedozvěděl, že La Pérousova výprava skončila právě tady; tento objev učinil až v roce 1828 Jules Dumont d'Urville. V té době už jeho posádka natolik trpěla kurdějemi a dalšími chorobami, že se velitel snažil co nejrychleji dostat do blízkosti civilizace a zamířil na Jávu. Sám d'Entrecasteaux podlehl kurdějím 21. července 1793 při plavbě okolo souostroví Hermit Islands, na lodích pak vypukly násilné konflikty mezi republikány a roajalisty, po přistání v Nizozemské východní Indii byla část námořníků uvězněna jako příslušníci nepřátelského státu.
Výsledkem d'Entrecasteauxovy výpravy byly podrobné mapy pacifické oblasti, které vypracoval kartograf Charles-François Beautemps-Beaupré, a také rozsáhlé přírodovědné objevy, o které se zasloužil především Jacques-Julien Houtou de La Billardière. Po d'Entrecasteauxovi je pojmenován mys Point D'Entrecasteaux v jihozápadní Austrálii, D'Entrecasteauxův průliv mezi Tasmánií a ostrovem Bruny Island, D'Entrecasteauxovy ostrovy (součást státu Papua Nová Guinea), podmořský D'Entrecasteauxův hřbet a lodní třída D'Entrecasteaux.